# Argyresthites succinella
Argyresthites succinella is een vlinder uit de familie van de stippelmotten (Yponomeutidae). De wetenschappelijke naam van de soort werd in 1934 gepubliceerd door Hans Rebel.